# تارا سامرز
تارا سامرز (انگلیسی: Tara Summers؛ زادهٔ ۱۹ دسامبر ۱۹۷۹) بازیگر اهل بریتانیا است. وی ابتدا در دانشکدۀ هلث‌فیلد سنت مری در اسکات، بارکشر. و سپس در دانشگاه براون تحصیل کرد و مدرک کارشناسی رشتۀ تاریخ را دریافت کرد.
از فیلم‌ها یا برنامه‌های تلویزیونی که وی در آن نقش داشته‌است، می‌توان به همسر خوب، هیچکاک، درمانگاه خصوصی، بوستون لیگال، جلیقه، چیزی که یک دختر می‌خواهد، خانم وزیر، عشق دروغ خونریزی و الفی اشاره کرد.